# Helena Villar Janeiro
Helena Villar Janeiro (Becerreá; 28 de septiembre de 1940) es una escritora española. Miembro correspondiente de la Real Academia Gallega desde 2017.

## Trayectoria
Villar nació en Becerreá, Lugo. A los 6 años abandono la escuela, la cual retomó por petición propia, a los 13. Inició por libre los estudios de bachillerato mientras trabajaba en la sastrería de sus padres. Después de acabar el bachillerato, hizo estudios de Magisterio en Lugo y posteriormente se licenció en Filosofía y Letras (Sección de Pedagogía) en la Universidad Complutense de Madrid, aunque curso algunos años en la Universidad de Santiago de Compostela. Posteriormente, hizo los exámenes de Francés en la Escuela de Idiomas de Madrid. Ejerció como profesora de enseñanza primaria y secundaria, acabando su carrera profesional en Santiago de Compostela. Como escritora cultiva varios géneros, especialmente la poesía y la narración, pero dedicando una atención muy particular a la literatura infantil y juvenil. Perteneció al colectivo poético Cravo Hondo. Desde 2005 hasta 2012 fue presidenta de la Fundación Rosalía de Castro y también, en ese incluso período, miembro del Plenario del Consello da Cultura Galega.

## Vida personal
Casada con el escritor Xesús Rábade Paredes desde 1975, es la madre de la poeta María do Cebreiro y del pianista de jazz Abe Rábade.

## Obra

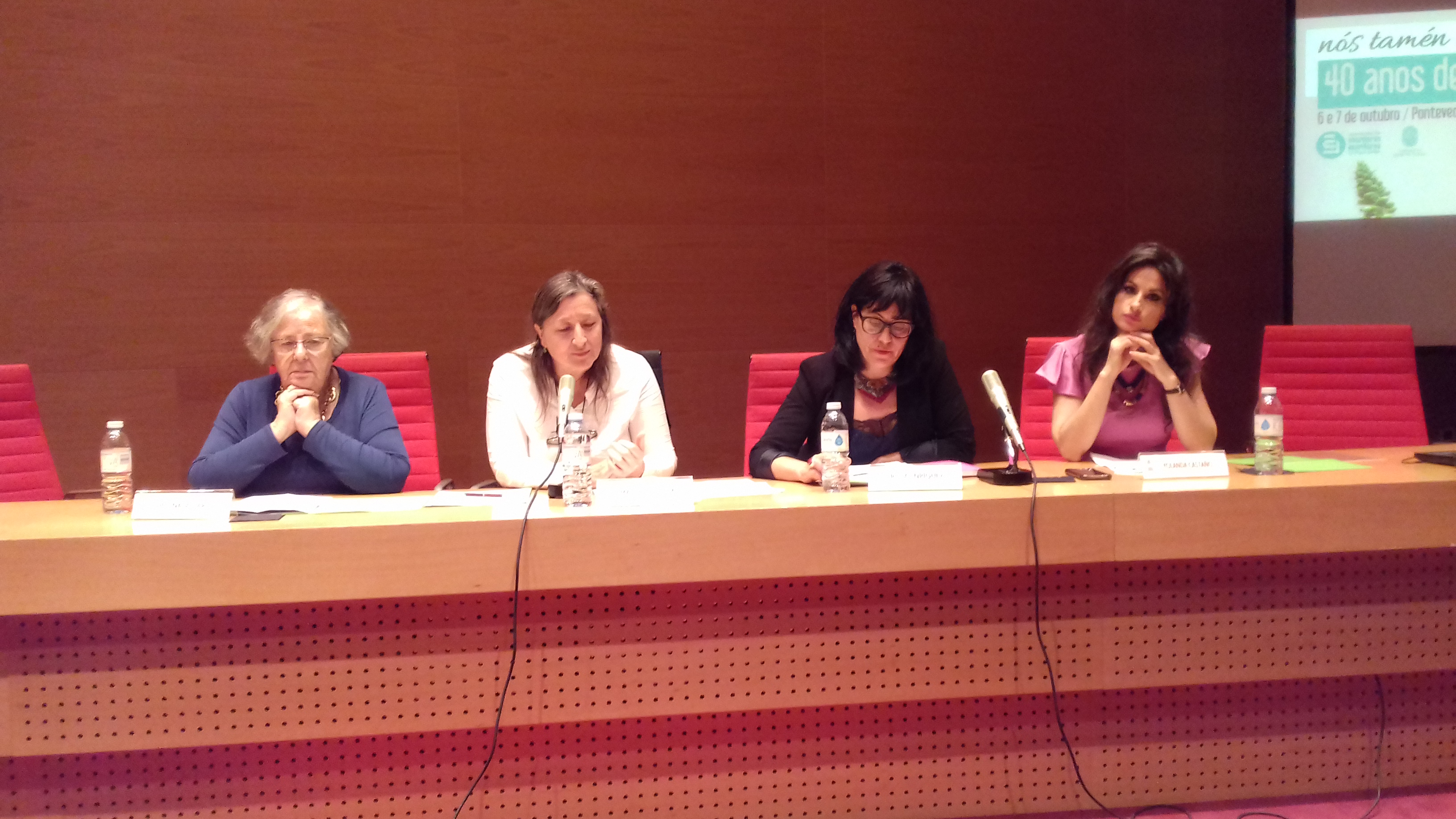
Helena Villar Janeiro, Marta Dacosta, Rosa Enríquez y Yolanda Castaño en el congreso Nosotros también navegar. 40 años de poesía gallega, en el Pazo de la Cultura de Pontevedra.

### Poesía
- Alalás, 1972, edición de la autora.
- Rosalía en el espejo, 1985, Patronato Rosalía de Castro.
- Fiesta del cuerpo, 1994, Diputación de la Coruña.
- Álbum de fotos, 1999, Gusanillo Mayor.
- En las hedras de la clepsidra, 1999, Ediciones del Castro.
- Párpado azul, 2003, PEN Club de Galicia.
- Remontar el río, 2014.
- Poesía mínima, 2018, Alvarellos Editora. Edición trilingüe en gallego, castellano e inglés (traducción esta última a cargo de Paul Baker).
- De rosa antigua, 2022. Editorial Galaxia.

### Literatura infantil-juvenil
- El día que llovió de noche, 1985, Galaxia.
- Viaje a Isla Redonda, 1987, Galaxia.
- Vermiño, 1988, Galaxia.
- La ciudad de Aldara, 1989, Casals.
- Ero y el capitán Creonte, 1989, S. M.
- Patapau, 1989, Ir Yendo.
- La canción del Rei, 1992, Galaxia.
- Don Mirlo con chaqueta, 1993, Xerais.
- Cuentos del pájaro azul, 1994, Sotelo Blanco.
- Nuevos cuentos para niños, 1994, Citania.
- La boda del papá, 1994, Obradoiro.
- La campana de la luna, 1999, Xerais.
- El abuelo de Pipa, 2000, Bruño.
- Belidadona, 2003, Edelvives.
- En la playa de los lagartos, 2004, Ediciones del Castro.
- Raúl, 2005, Galaxia.
- Rosalía, 2006, Fundación Rosalía de Castro. Biografía para niñas y niños.
- El souto del enano, 2007, Obradoiro-Santillana.
- Un ratón en la casa, 2008, Galaxia.
- El cuaderno de Edua, 2010, Gestión Literaria Gallega.
- Las señoras cosas, 2014, Galaxia.
- El cuaderno de Edua, 2015, Sushi Books.
- Cuentos del Sol y de la Luna, 2017, Alvarellos.
- Amor por catro, 2018, Galaxia.

### Narrativa
- El entierro de la gallina de Domitila Rois, 1991, Galaxia.
- La tarde de las maletas, 1992, Cuentos del Castromil.

### Ensayo
- Los equipos de normalización lingüística en los centros de enseñanza, 1993, Junta de Galicia.
- De ellas, 1999, Toxosoutos.
- Paseos literarios, 2001, Junta de Galicia.
- Femenino plural, 2003, Él Correo Gallego.
- El sabor de la tierra, 2005, Galaxia.

## Premios
- Premio Patronato Rosalía de Castro para Maestros y Pedagogos en 1979, por la obra en común con Xesús Rábade Paredes Símbolos de Galicia. La bandera, el escudo y el himno.
- Premio Galicia de Narrativa de la Universidad de Santiago en el 1980, por la obra en común con Xesús Rábade Paréis Morir en Vilaquinte.
- Premio Galicia de la Universidad de Santiago en el 1981, por la obra en común con Xesús Rábade Paredes En el allá de nudos.
- Premio Manuel Antonio en el 1981, por la obra en común con Xesús Rábade Paréis La sangre en el paisaje.
- Premio Eusebio Lorenzo Baleirón en el 1991, por En las hedras de la clepsidra.
- Premio Modesto R. Figueiredo en el 1991, por Lo cuadro.
- Accésit del Premio Miguel González Garcés en el 1994, por Fiesta del cuerpo.
- Premio Arume de literatura infantil otorgado por la Fundación Xosé Neira Venirlas en el 2003, por En la playa de los lagartos.
- Premio de la Asociación de Escritores en Lengua Gallega en el 2016.[3]